# Parabrachiella jarai
Parabrachiella jarai is een eenoogkreeftjessoort uit de familie van de Lernaeopodidae. De wetenschappelijke naam van de soort is voor het eerst geldig gepubliceerd in 2010 door Piasecki, Mlynarczyk & Hayward.